# 썬더팬츠
썬더팬츠(Thunderpants)는 네덜란드에서 제작된 피터 휴잇 감독의 2002년 가족, 코미디 영화이다. 사이먼 캘로우 등이 주연으로 출연하였고 그레이엄 브로드벤트 등이 제작에 참여하였다.

## 출연

### 주연
- 사이먼 캘로우
- 스티븐 프라이

### 조연
- 셀리아 아임리
- 폴 지아마티
- 네드 비티
- 브루스 쿡
- 루퍼트 그린트
- 브로나 갈라퍼
- 빅터 맥기어
- 아담 고들리
- 레슬리 필립스
- 로버트 하디
- 존 히긴스

## 제작진
- 공동제작: 샐리 프렌치
- 미술: 크리스 루프
- 배역: 애비 코엔
- 배역: 랜디 힐러
- Ass-PD: 케이티 고드슨
- Ass-PD: 디에터 메이어
- Ass-PD: 롤랜드 펠레그리노